# ولاية البيض
ولاية البيض ولاية جزائرية وعاصمتها مدينة البيض. استحدثت الولاية سنة 1984 في إطار التنظيم الجديد، بعد أن كانت جزءا من ولاية سعيدة. تحيط بها الجبال من الجنوب والشمال والشمال الشرقي عدد سكانها حوالي 300 ألف ساكن تضم 22 بلدية و 08 دوائر تمتاز ببردها الشديد في الشتاء وحرها في الصيف تجمع بين كونها تطل على الصحراء وكونها تعتبر من مناطق الهضاب العليا التي تتميز بجو بارد جدا تصل درجات الدنيا إلى أقل من 9 درجات مئوية وتساقط كميات ثلوج تجعل من المنطقة تظهر بمنظر خلاب تعتمد على الرعي والزراعة وتزخر المنطقة بالأغنام والماشية ذات الجودة الرفيعة.

## الموقع
ولاية البيض جزء لا يتجزأ من منطقة السهوب والسهول المرتفعة في جنوب غرب الجزائر، تحدها عدة ولايات:
- من الشمال و الشرق: ولاية سيدي بلعباس، ولاية سعيدة، ولاية تيارت وولاية الأغواط.
- من الجنوب الشرقي و الجنوب: ولاية غرداية، ولاية المنيعة وولاية تيميمون.
- الغرب والجنوب الغربي: ولاية النعامة وولاية بشار.

مساحتها 71697 كيلومترا مربعا، أي ما يعادل 3 ٪ من التراب الوطني.

### المناطق
ولديها ثلاث مناطق رئيسية متميزة:
- المنطقة 1 (الشمال) -- السهول المرتفعة—8778 كيلومتر مربع. تتألف من 06 بلديات:

بوقطب، الخيثر، توسمولين، كاف لحمر، الرقاصة، الشقيق
- المنطقة 2 (المركز) -- أطلس الصحراوي—11846 كيلومتر مربع. تتألف من 13 بلدبة:

بلدية البيض، بوعلام، سيدي اعمر، سيدي طيفور، سيدي سليمان، استيتن، الغاسول، كراكدة، اربوات، عين العراك، الشلالة، بوسمغون والمحرة
- المنطقة 3 (الجنوب) -- الصحاري—51073 كيلومتر مربع. تتألف من 03 بلديات: الأبيض سيدي الشيخ، البنود وبريزينة.

## التاريخ والآثار
منطقة البيض ضاربة في التاريخ فالحفريات الموجودة بالمنطقة تدل على أنها كانت مأهولة منذ أمد بعيد، ومن الأماكن التي تتواجد فيها الحفريات والنقوش الحجرية نذكر بلديات: بريزينة، بوسمغون، سيدي أعمر، آرباوات، بوعلام، الكراكدة، الغاسول، الشقيق.
وأهم الحفريات ما اكتشفه الجيولوجي الفرنسي فلاموند flamland سنة 1898 المنشور من طرف الأكاديمية للبحث في الفنون الجميلة بباريس في 12/06/1899. ويأخذ هذا الاكتشاف أهمية بالغة كونه همزة وصل ما بين الحضارة المغاربية القديمة والحضارة الفرعونية متمثلا في رمز إله القوة «آمون».
ومن القصور التي تشهد على البيض في عصر ما قبل الإسلام قصر بوسمغون، والذي يعود بناؤه إلى القرن الثالث الميلادي حسبما تشير إليه بعض الروايات الشعبية. وتبقى العديد من مبانيه قائمة ما سمح بترميمها. بعد انتشار الإسلام في المنطقة، أُضيف للقصر مسجد وزاوية هي الزاوية التيجانية.
و يذكر أن قصر استيتن، الواقع جنوب جبل كسال أشهر جبال منطقة البيض، قد بني في فترة ما قبل انتشار الإسلام. أما قصر الشلالة فبُني في القرن التاسع هجري.
بعد الإسلام خضعت المنطقة إلى الدولة الرستمية 776-908 ثم دولة الزيانيين ثم المرينيين.
في عهد الاستعمار الفرنسي كانت تسمى مدينة البيض بـ: جيري فيل Geryville. عرفت المنطقة مقاومات شعبية أهمها ثورات أولاد سيدي الشيخ، لا سيما ثورة الشيخ بوعمامة.
وبعد الاستقلال ضمت البيض إلى ولاية سعيدة وفي سنة 1984 مع التقسيم الإداري صارت البيض ولاية تحمل الرقم 32.

## السكان
| ذكور   | فئة عمرية     | إناث   |
| ------ | ------------- | ------ |
| 665    | 85 سنة وأكثر  | 713    |
| 718    | 80 إلى 84 سنة | 635    |
| 1٬216  | 75 إلى 79 سنة | 1٬087  |
| 1٬564  | 70 إلى 74 سنة | 1٬408  |
| 2٬012  | 65 إلى 69 سنة | 1٬868  |
| 1٬937  | 60 إلى 64 سنة | 1٬867  |
| 3٬013  | 55 إلى 59 سنة | 2٬902  |
| 3٬966  | 50 إلى 54سنة  | 3٬796  |
| 4٬637  | 45 إلى 49 سنة | 4٬388  |
| 6٬350  | 40 إلى 44 سنة | 6٬257  |
| 7٬706  | 35 إلى 39 سنة | 7٬778  |
| 8٬947  | 30 إلى 34 سنة | 9٬376  |
| 10٬800 | 25 إلى 29 سنة | 11٬087 |
| 11٬739 | 20 إلى 24 سنة | 11٬907 |
| 12٬134 | 15 إلى 19 سنة | 11٬659 |
| 12٬291 | 10 إلى 14 سنة | 12٬060 |
| 12٬108 | 5 إلى 9 سنوات | 11٬390 |
| 13٬505 | 0 إلى 4 سنوات | 12٬852 |
| 140    | غير معروف     | 142    |

## الزوايا
- «الزاوية التيجانية» ببوسمغون[3] · .[4]
- «الزاوية الشيخية» بالأبيض سيدي الشيخ[5] · [6] · .[7]
- «زاوية سيدي الناصر بوحركات» بالبيض[8] · .[9]
- «زاوية الموحدين الشيخية» بالرقاصة[10] · .[11]
- «زاوية سيدي بوتخيل» بالأبيض سيدي الشيخ[12] · .[13]

## التعليم الجامعي
تضم هذه الولاية العديد من الجامعات ومؤسسات التعليم الجامعي، منها:
- المركز الجامعي البيض [14]

## نواب ولاية البيض في المجلس الشعبي الوطني
يبلغ عدد النواب في المجلس الشعبي الوطني عن ولاية البيض 5 نواب خلال الدورة التشريعية 2017م-2022م التي انطلقت بعد 4 ماي 2017م.
التوزع الجنسي لنواب البرلمان عن ولاية البيض (2017م-2022م)
يتوزع نواب البرلمان عن ولاية البيض في الدورة التشريعية 2017م-2022م وفق الجنس حسب النسب التالية:
1. النواب النساء: 0 (00.00 %).
2. النواب الرجال: 5 (100.00 %).

### التوزيع الحزبي
الانتماء الحزبي لنواب البرلمان عن ولاية البيض (2017م-2022م)
يتوزع نواب البرلمان عن ولاية البيض في الدورة التشريعية 2017م-2022م حسب عدة قوائم حزبية:
1. حركة مجتمع السلم: 1 نائب (20.00 %).
2. التجمع الوطني الديمقراطي: 1 نائب (20.00 %).
3. جبهة التحرير الوطني: 1 نائب (20.00 %)
4. الاتحاد من أجل النهضة والعدالة والبناء: 1 نائب (20.00 %).
5. الأحرار: 1 نائب (20.00 %).

## وصلات أخرى

### وصلات خارجية
- الموقع الرسمي للولاية
- بريزينة ولاية البيض

1. ↑  إحصاء السكان نسخة محفوظة 11 مارس 2016 على موقع واي باك مشين. [وصلة مكسورة]
2. ↑  السكان المقيمين في الولاية حسب السن والجنس.نسخة محفوظة 21 أكتوبر 2016 على موقع واي باك مشين.
3. ↑  ماذا تعرف عن الطرق الصوفية في المغرب؟ - ساسة بوست نسخة محفوظة 14 نوفمبر 2017 على موقع واي باك مشين.
4. ↑  بوسمغون ... لؤلؤة قصور الأطلس الصحراوي - الزاوية التيجانية نسخة محفوظة 21 سبتمبر 2017 على موقع واي باك مشين.
5. ↑  ترجمة لحياة الولي الصالح (سيدي الشيخ) نسخة محفوظة 03 أكتوبر 2017 على موقع واي باك مشين.
6. ↑  ألقاب أولاد سيدي الشيخ - صفحة 2 نسخة محفوظة 15 سبتمبر 2017 على موقع واي باك مشين.
7. ↑  قبيلة أولاد سيدي الشيخ ( ولاية البيض ) Tribu de Ouled Sidi Cheikh – tribus Algeriennes نسخة محفوظة 09 أكتوبر 2017 على موقع واي باك مشين.
8. ↑  Inloggen – Google Accounts نسخة محفوظة 2020-08-13 على موقع واي باك مشين.
9. ↑  سيد الناصر [الأرشيف] - منتديات الجلفة لكل الجزائريين و العرب نسخة محفوظة 03 أكتوبر 2017 على موقع واي باك مشين.
10. ↑  مسيرة تاريخية ودينية لعلاّمة زاهد تتداولها الأجيال نسخة محفوظة 03 أكتوبر 2017 على موقع واي باك مشين.
11. ↑  مسيرة مكلّلة بالجهاد وخدمة أهل العلم نسخة محفوظة 03 أكتوبر 2017 على موقع واي باك مشين.
12. ↑  تاريخ عين الصفراء: الولي الصالح سيدي بوتخيل نسخة محفوظة 03 أكتوبر 2017 على موقع واي باك مشين.
13. ↑  "أرشيف منتدى شبكة روض الرياحين". مؤرشف من الأصل في 2017-10-03. اطلع عليه بتاريخ 2021-03-27.
14. ↑  الموقع الرسمي للمركز الجامعي نور البشير - البيض. نسخة محفوظة 09 أكتوبر 2017 على موقع واي باك مشين.
15. ↑  أعضــاء المجلس الشعبي الوطني العهدة الثامنة 2017-2022: نتائـــج البحـــث نسخة محفوظة 2020-01-03 على موقع واي باك مشين.
16. ↑  LES MEMBRES DE L'APN 8 ème LEGISLATURE : Résultats de recherche نسخة محفوظة 2020-08-08 على موقع واي باك مشين.